# Альфагерпесвирусы
Альфагерпесвирусы или α-герпесвирусы (лат. Аlphaherpesvirinae) — подсемейство вирусов, входящих в семейство герпесвирусов. К ним относятся два серотипа вируса простого герпеса — ВПГ-1 и ВПГ-2, а также вирус ветряной оспы и опоясывающего лишая (герпесзостер).
Альфагерпесвирусы характеризуются коротким репродуктивным циклом, быстрым ростом в культуре, обладают способностью к быстрому разрушению инфицированных клеток и установлению латентной инфекции, в первую очередь в сенсорных ганглиях. Альфагерпесвирусы имеют разных носителей. К этому подсемейству относятся в том числе вирусы, вызывающие болезни у людей и животных. Они являются неустойчивыми к действию физических и химических факторов. Вирус ВПГ-1 передается контактным путём от матерей новорождённым и маленьким детям (от 6 месяцев до 3 лет). Передача ВПГ-2 происходит половым путём.

## Классификация
По данным Международного комитета по таксономии вирусов (ICTV), на май 2016 г. в подсемейство включают следующие роды:
- Род Iltovirus (2 вида)
  - Gallid alphaherpesvirus 1 — Вирус герпеса куриных 1[2]
- Род Mardivirus (5 видов)
  - Anatid alphaherpesvirus 1 — Вирус герпеса утиных 1, или вирус чумы уток[2]
  - Gallid alphaherpesvirus 2 — Вирус герпеса куриных 2, или вирус болезни Марека[2]
  - Meleagrid alphaherpesvirus 1 — Вирус герпеса индеек 1[2]
- Род Scutavirus (1 вид)
- Род  Simplexvirus (12 видов)
  - Bovine alphaherpesvirus 2 — Вирус герпеса КРС 2, или вирус маммилита КРС[2]
  - Human alphaherpesvirus 1 — Вирус простого герпеса первого типа
  - Human alphaherpesvirus 2 — Вирус простого герпеса второго типа
- Род Varicellovirus (17 видов)
  - Bovine alphaherpesvirus 1 — Вирус герпеса КРС 1, или вирус инфекционного ринотрахеита КРС[2]
  - Canid alphaherpesvirus 1 — Вирус герпеса собак 1, или вирус гемморагической болезни щенков[2]
  - Caprine alphaherpesvirus 1 — Вирус герпеса козьих 1[2]
  - Equid alphaherpesvirus 1 — Вирус герпеса лошадей 1[2]
  - Equid alphaherpesvirus 3 — Вирус герпеса лошадей 3[2]
  - Equid alphaherpesvirus 4 — Вирус герпеса лошадей 4[2]
  - Felid alphaherpesvirus 1 — Вирус герпеса кошек 1, или вирус ринотрахеита кошек[2]
  - Human alphaherpesvirus 3 — Вирус ветряной оспы
  - Suid alphaherpesvirus 1 — Вирус болезни Ауески
- 1 вид, не входящий ни в один род (incertae sedis)
  - Chelonid alphaherpesvirus 6